# Andrea Gabriel
Andrea Gabriel (4 de julio de 1978) es una actriz de cine y televisión estadounidense. Es reconocida por su participación en la popular serie televisiva Lost, interpretando a Nadia Jazeem.

## Carrera
Además de su papel recurrente en Lost, Gabriel ha participado en las series Criminal Minds y House. En octubre de 2010, hizo parte del elenco de la película The Twilight Saga: Breaking Dawn - Part 2 interpretando a Kebi.

## Filmografía
| Año  | Título                                    | Rol             | Notas          |
| ---- | ----------------------------------------- | --------------- | -------------- |
| 2002 | Hyper                                     | Chatty Conchita | Película corta |
| 2008 | The Dark Horse                            | Julia           | Película corta |
| 2012 | The Twilight Saga: Breaking Dawn - Part 2 | Kebi            |                |
| 2012 | Le Whisperer                              | Kat             | Película corta |

| Año       | Título                        | Rol              | Notas                                 |
| --------- | ----------------------------- | ---------------- | ------------------------------------- |
| 1986      | All My Children               |                  | 1 episodio                            |
| 1995      | Another World                 |                  | 1 episodio                            |
| 1996      | Saturday Night Live           |                  | Episodio: "Phil Hartman/Gin Blossoms" |
| 1996      | Guiding Light                 |                  | 1 episodio                            |
| 1998      | Late Night with Conan O'Brien | Chica árabe      | 1 episodio                            |
| 1999      | Law & Order                   | Melanie Tolson   | Episodio: "Sundown"                   |
| 2003      | Strong Medicine               | Regina Bonfiglio | Episodio: "PMS, Lies and Red Tape"    |
| 2004      | Foster Hall                   | Gina Carlucci    | Piloto                                |
| 2004      | JAG                           | Hayat Banam      | Episodio: "People vs. SecNav"         |
| 2004–2010 | Lost                          | Nadia Jazeem     | 8 episodios                           |
| 2006      | Criminal Minds                | Aaliyah Nadir    | Episodio: "Secrets and Lies"          |
| 2006      | Just Legal                    | Susan Palavi     | Episodio: "The Rainmaker"             |
| 2009      | House                         | Ronnie           | Episodio: "Ignorance Is Bliss"        |
| 2010      | In Security                   | Malika           | Piloto                                |
| 2012      | The Whole Truth               | Nazneen          | Episodio: "Lost in Translation"       |
| 2012      | Franklin & Bash               | Alana            | Episodio: "Last Dance"                |
| 2012      | Gossip Girl                   | Amira Abbar      | 3 episodios                           |
| 2014      | 2 Broke Girls                 | Juliette         | 2 episodios                           |